# Teodosia Mstislavna
Teodosia (Rostislava) Mstislavna (in russo Феодо́сия (Ростисла́ва) Мстисла́вна?; tra il 1200 e il 1205 – 4 maggio 1244) fu gran principessa di Vladimir-Suzdal', madre tra gli altri del principe Alessandro Nevskij. Era figlia di Mstislav Mstislavič e di Maria, una figlia del khan poloviciano Köten.

## Biografia
Rostislava, battezzata con il nome di Teodosia, fu la seconda moglie del gran principe di Vladimir Jaroslav II Vsevolodovič, dal quale ebbe nove figli (secondo altre fonti sette od otto) e due figlie.
Lo storico polacco Dariusz Dąbrowski, nella sua genealogia dei Mstislavič, si è discostato dalla tradizione ricostruzione sulle origini di Teodosia, sostenendo che in realtà fosse figlia del principe di Pskov e di Kiev Mstislav Romanovič il Vecchio e non di Mstislav Mstislavič l'Audace. Lo studioso russo A. V. Gorovenko ha però ritenuto errata la sua argomentazione.
Le ulteriori informazioni note su Teodosia sono scarse e controverse. È invece certo che si deve a lei la costruzione della prima chiesa in legno dedicata alla Natività della Vergine Maria a Novgorod. Prima di morire prese i voti monastici con il nome di Eufrosina. Spirò il 4 maggio 1244. I luoghi di sepoltura sono riportati in due località differenti, ovvero o nel monastero di San Giorgio a Novgorod o nella chiesa di San Giorgio a Vladimir.
La memoria liturgica di Teodosia, che in seguito venne proclamata santa dalla Chiesa ortodossa, cade il 5 maggio, la terza domenica dopo Pentecoste (Sinassi dei santi di Novgorod), e il 23 giugno (Sinassi dei santi di Vladimir).

## Ascendenza
|                                     |   |                      | Genitori               |  |  | Nonni |  |  | Bisnonni             |  |  | Trisnonni               |  |
|                                     |   |                      |                        |  |  |       |  |  | Rostislav Mstislavič |  |  | Mstislav I Vladimirovič |  |
|                                     |   |                      |                        |  |  |       |  |  | Rostislav Mstislavič |  |  | Mstislav I Vladimirovič |  |
|                                     |   | Cristina Ingesdotter |                        |  |  |       |  |  | Rostislav Mstislavič |  |  |                         |  |
| Mstislav Rostislavič                |   |                      |                        |  |  |       |  |  | Rostislav Mstislavič |  |  |                         |  |
|                                     |   | …                    | …                      |  |  |       |  |  |                      |  |  |                         |  |
|                                     |   | …                    | …                      |  |  |       |  |  |                      |  |  |                         |  |
|                                     |   | …                    | …                      |  |  |       |  |  |                      |  |  |                         |  |
| Mstislav Mstislavič                 |   | …                    |                        |  |  |       |  |  |                      |  |  |                         |  |
|                                     |   | Jaroslav Osmomysl    | Vladimirko Volodarovič |  |  |       |  |  |                      |  |  |                         |  |
|                                     |   | Jaroslav Osmomysl    | Vladimirko Volodarovič |  |  |       |  |  |                      |  |  |                         |  |
|                                     |   | Jaroslav Osmomysl    | Sofia d'Ungheria       |  |  |       |  |  |                      |  |  |                         |  |
| una figlia di Jaroslav Osmomysl (?) |   | Jaroslav Osmomysl    |                        |  |  |       |  |  |                      |  |  |                         |  |
|                                     |   | …                    | …                      |  |  |       |  |  |                      |  |  |                         |  |
|                                     |   | …                    | …                      |  |  |       |  |  |                      |  |  |                         |  |
|                                     |   | …                    | …                      |  |  |       |  |  |                      |  |  |                         |  |
| Teodosia Mstislavna                 |   | …                    |                        |  |  |       |  |  |                      |  |  |                         |  |
|                                     | … | …                    |                        |  |  |       |  |  |                      |  |  |                         |  |
|                                     | … | …                    |                        |  |  |       |  |  |                      |  |  |                         |  |
|                                     | … | …                    |                        |  |  |       |  |  |                      |  |  |                         |  |
| Köten                               | … |                      |                        |  |  |       |  |  |                      |  |  |                         |  |
|                                     |   | …                    | …                      |  |  |       |  |  |                      |  |  |                         |  |
|                                     |   | …                    | …                      |  |  |       |  |  |                      |  |  |                         |  |
|                                     |   | …                    | …                      |  |  |       |  |  |                      |  |  |                         |  |
| Maria                               |   | …                    |                        |  |  |       |  |  |                      |  |  |                         |  |
|                                     |   | …                    | …                      |  |  |       |  |  |                      |  |  |                         |  |
|                                     |   | …                    | …                      |  |  |       |  |  |                      |  |  |                         |  |
|                                     |   | …                    | …                      |  |  |       |  |  |                      |  |  |                         |  |
| …                                   |   | …                    |                        |  |  |       |  |  |                      |  |  |                         |  |
|                                     |   | …                    | …                      |  |  |       |  |  |                      |  |  |                         |  |
|                                     |   | …                    | …                      |  |  |       |  |  |                      |  |  |                         |  |
|                                     |   | …                    | …                      |  |  |       |  |  |                      |  |  |                         |  |
|                                     |   | …                    |                        |  |  |       |  |  |                      |  |  |                         |  |